# Цепра (річка)
Цепра — річка в Білорусі у Несвізькому й Клецькому районах Мінської області. Ліва притока річки Лані (басейн Прип'яті).

## Опис
Довжина річки 21 км, похил річки 1,7 м/км, площа басейну водозбору 123 км². Формується притоками та безіменними струмками. Річка каналізована.

## Розташування
Бере початок за 1 км на північно-східній околиці села Габруни. Тече переважно на південний захід і за 1,5 км на південно-східній стороні від села Червона Зірка впадає в річку Лань, ліву притоку річки Прип'яті.